# Filippa Duci
Filippa Duci, französisch Philippe Desducs, (* 1520 im Piemont; † 15. Oktober 1586 in Tours) war eine Mätresse des französischen König Heinrich II.

## Leben
Filippa war eine Tochter von Gian Antonio Duci. Während eines Italienfeldzugs hatte Filippa (1538) eine Affäre mit dem späteren französischen König Heinrich II. Aus der Beziehung ging eine Tochter hervor, sie wurde nach Diana von Poitiers benannt. Kurze Zeit später heiratete Filippa Duci den Edelmann Jean Bernardin de Saint Severin.
- Diana de Valois, ducess de Angoulême (* 1538 in Frankreich; † 11. Januar 1619 im Piemont)

1. ⚭ 1553 Orazio Farnese (1531–1553), Herzog von Castro
2. ⚭ 1557 François de Montmorency, duc de Montmorency (1530–1579), Gouverneur von Paris und Marschall von Frankreich